# كوري آش
كوري آش (بالإنجليزية: Corey Ashe)‏ (13 مارس 1986 بفرجينيا بيتش في الولايات المتحدة - ) هو لاعب كرة قدم أمريكي في مركز الدفاع. شارك مع منتخب الولايات المتحدة تحت 17 سنة لكرة القدم ومنتخب الولايات المتحدة تحت 23 سنة لكرة القدم. أما مع النوادي، فقد لعب مع أورلاندو سيتي وكولومبوس كرو وهيوستن دينامو وVirginia Beach Piranhas ‏.

## وصلات خارجية
- كوري آش على موقع الدوري الأمريكي (الإنجليزية)
- كوري آش على موقع قاعدة بيانات كرة القدم.إي يو (الإنجليزية)
- كوري آش على موقع Soccerbase.com (لاعب) (الإنجليزية)
- كوري آش على موقع Soccerway.com (الإنجليزية)
- كوري آش على موقع عالم كرة القدم.نت (الإنجليزية)
- كوري آش على موقع AS.com (الإسبانية)